# Pseudagrion stuckenbergi
Pseudagrion stuckenbergi là một loài chuồn chuồn kim trong họ Coenagrionidae.
Pseudagrion stuckenbergi được Pinhey miêu tả khoa học năm 1964.